# Conopodium
Conopodium és un gènere de plantes amb flors herbàcies dins la família de les apiàcies. Es troba en la regió mediterrània i les terres veïnes. Consta de 57 espècies descrites però només de 8 acceptades.
Als Països Catalans es presenten les espècies: Conopodium thalictifolium, Conopdium capillifolim i Conopodium majus.

## Taxonomia
El gènere va ser descrit per Wilhelm Daniel Joseph Koch i publicat a Nova Acta Physico-medica Academiae Caesareae Leopoldino-Carolinae Naturae Curiosorum Exhibentia Ephemerides sive Observationes Historias et Experimenta 2: 118. 1824. L'espècie tipus és: Conopodium denudatum W.D.J. Koch. 	

## Algunes espècies
- Conopodium arvense (Coss.) Calest.
- Conopodium bunioides (Boiss.) Calest.
- Conopodium glaberrimum (Desf.) Engstrand.
- Conopodium majus (Gouan) Loret
- Conopodium marianum Lange
- Conopodium pyrenaeum (Loisel.) Miégev.
- Conopodium subcarneum (Boiss. & Reut.) Boiss.
- Conopodium thalictrifolium (Boiss.) Calest.